# Loriculus pusillus
Loriculus pusillus là một loài chim trong họ Psittacidae.